# Butterton
Butterton es una parroquia civil y un pueblo del distrito de Staffordshire Moorlands, en el condado de Staffordshire (Inglaterra).

## Geografía
Según la Oficina Nacional de Estadística británica, Butterton tiene una superficie de 6,88 km².

## Demografía
Según el censo de 2001, Butterton tenía 213 habitantes (50,23% varones, 49,77% mujeres) y una densidad de población de 30,96 hab/km². El 13,15% eran menores de 16 años, el 75,12% tenían entre 16 y 74, y el 11,74% eran mayores de 74. La media de edad era de 43,75 años. Del total de habitantes con 16 o más años, el 20% estaban solteros, el 66,49% casados, y el 13,51% divorciados o viudos.
El 97,65% de los habitantes eran originarios del Reino Unido y 2,35% de cualquier otro lugar salvo del resto de países europeos. Todos los habitantes eran blancos. El cristianismo era profesado por el 78,6% y el sijismo por el 1,4%, mientras que el 8,84% no eran religiosos y el 11,16% no marcaron ninguna opción en el censo.
Había 87 hogares con residentes, 4 vacíos, y 9 eran alojamientos vacacionales o segundas residencias.